# کوه هیوچی
کوه هیوچی (به لاتین: Mount Hiuchi) یک کوه در ژاپن است که در استان نیگاتا واقع شده‌است. کوه هیوچی ۲٬۴۶۲ متر بالاتر از سطح دریا واقع شده‌است.